# Plácido Castro
Plácido Ramón Castro del Río (Corcubión, 25 de enero del 1902 - Cambados, 17 de julio de 1967) fue un escritor, periodista y traductor gallego. Fue una figura destacada del galleguismo de entreguerras, así como una activa figura de la cultura gallega en la diáspora, durante su estancia en el Reino Unido después de la Guerra Civil.

## Biografía
Era hijo de Plácido Castro y de Eufrasia del Río. Tuvo una hermana llamada Hermitas Castro, nueve años mayor. Cuando tenía seis años los padres se trasladaron al Reino Unido, y en 1911 estaban establecidos en Cardiff. El padre era empresario del carbón, y en aquel entonces, Gales era una de las grandes regiones mineras de Gran Bretaña. En el Reino Unido prosiguió sus estudios, primero en Cardiff y posteriormente en la ciudad de Scarborough, donde estudió hasta secundaria. Luego se mudó a Glasgow, donde estudió Arquitectura naval en la universidad de esa ciudad entre 1918 y 1921. También realizó estudios complementarios en el Royal Technical College de la misma ciudad. Durante esa etapa universitaria comenzó su labor como traductor. Esporádicamente visitaba Galicia, pasando temporadas en la villa de Cambados, en la cual participó en actividades culturales.
Posteriormente, se asentó en Londres, desde donde, en 1927, comenzó su colaboración con los periódicos El Pueblo Gallego e Informaciones, así como en publicaciones próximas a las Irmandades da Fala, como A Nosa Terra y Céltiga.

### Regreso a Galicia

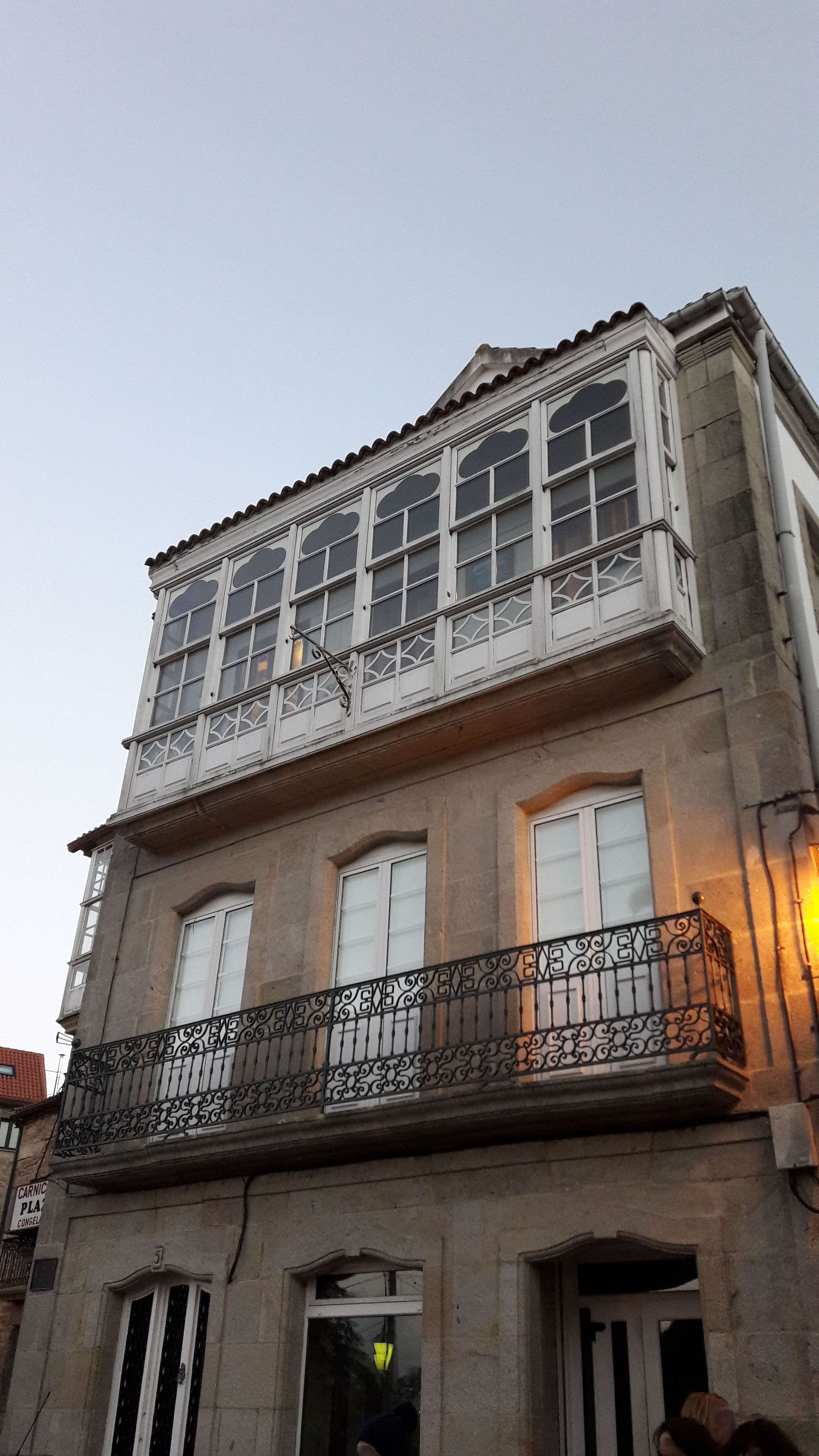
Casa natal de Plácido Castro en Corcubión

En 1930 retornó a Galicia, y al poco empezó a colaborar con las Irmandades da Fala. En diciembre de 1931, se convirtió en miembro de la Asamblea Fundacional del Partido Galeguista, y fue votado para el Consejo Permanente. Su peso en el Partido Galeguista era tal que, en la III Asamblea (1933), fue el miembro que más votos recibió para las elecciones a la ejecutiva del partido, con 1.654 votos.
En el año 1933, participó cómo representante de Galicia en el IX Congreso de Nacionalidades Europeas celebrado en Berna, donde se consideró a Galicia como una nación, lo cual posteriormente sirvió a Castelao para defender la condición nacional de Galicia.
La declaración institucional se presentó en gallego y en inglés, y en ella se declaró:

"O Partido Galeguista, partido nacional dos galegos, representado no parlamento español polos deputados Otero Pedraio, Castelao e Suárez Picallo, declara solemnemente (...) que conta con máis de dous millóns de almas e habita a totalidade do territorio de Galiza, é unha nación ben definida, que se diferencia claramente dos outros pobos que habitan España. A súa orixe, a súa historia, o seu idioma, e os seus costumes xustifican esta diferenza dunha maneira absoluta".

En 1936, con el levantamiento militar contra la República, lo detuvieron en Mugía y lo procesaron. Fue condenado a la inhabilitación absoluta, al destierro de más de cien kilómetros de Mugía y una cuantiosa multa. A raíz de esto, se instaló en Coruxo (Vigo), donde se dedicó a la traducción de poesía inglesa. En 1944, se casó con Jesusa Sineiro en Cambados, y del matrimonio nacieron ocho hijos.

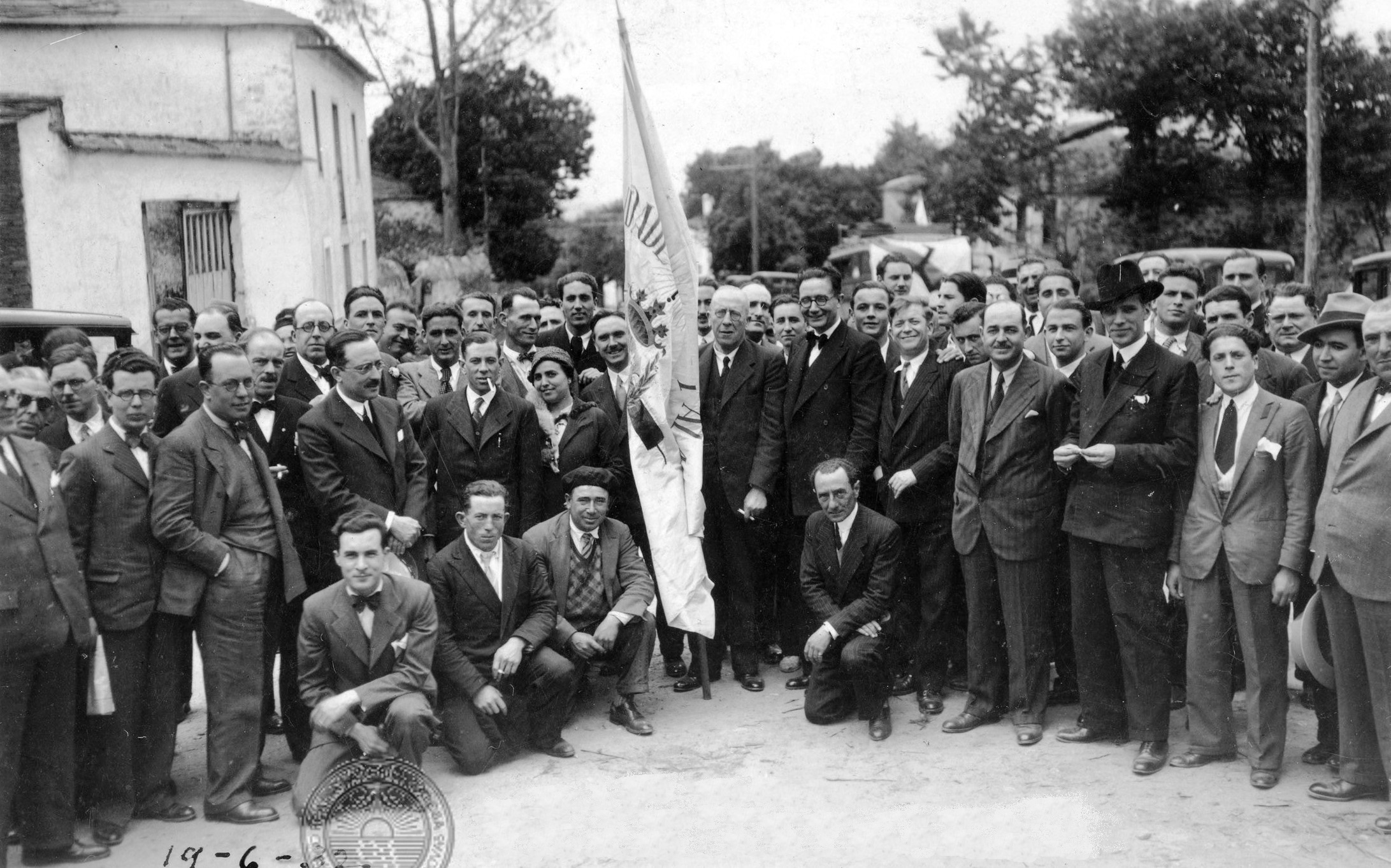
19 de junio de 1932. En esta foto de grupo aparecen, entre otros: Ramón Villar Ponte, Fernández del Riego, Antón Villar Ponte, Plácido Castro, Otero Pedrayo, Ramón Rodríguez Somoza, Manuel Beiras, Manuel Lugrís, Castelao, Suárez Picallo, Carlos Maside y Alexandre Bóveda.

### Segunda etapa en el Reino Unido
Debido a la inhabilitación que pesaba sobre él y a la dictadura, se exilió, primero en Portugal y finalmente de vuelta en el Reino Unido, donde se asentó en Londres. Allí trabajó durante seis años como locutor-redactor de la BBC, donde realizó el Galician Programme, la primera emisión radiofónica estable en lengua gallega. Durante este período, colaboró también con periódicos como Jornal de Notícias de Oporto, La Nación de Buenos Aires y Galicia Emigrante.

### Regreso definitivo a Galicia
Después de que se levantara la inhabilitación que pesaba sobre él, volvió a Galicia; residió en Cambados y trabajó en el Instituto Laboral de Vilagarcía, donde ejerció como profesor de inglés. Los periódicos con los que colaboró en esta época fueron el Diario de Pontevedra, El Pueblo Gallego y, especialmente, Faro de Vigo. También participó activamente en la promoción de la Fiesta del albariño, en la creación de la romería vikinga de Catoira en 1961, y del Ateneo Ullán.

La revista Grial publicó en 1963 su traducción de Rubáyiát, de Omar Jayam, vertida al gallego desde la versión inglesa de Edward Fitzgerald, y en 1967, ya a título póstumo, un ensayo sobre W. B. Yeats.

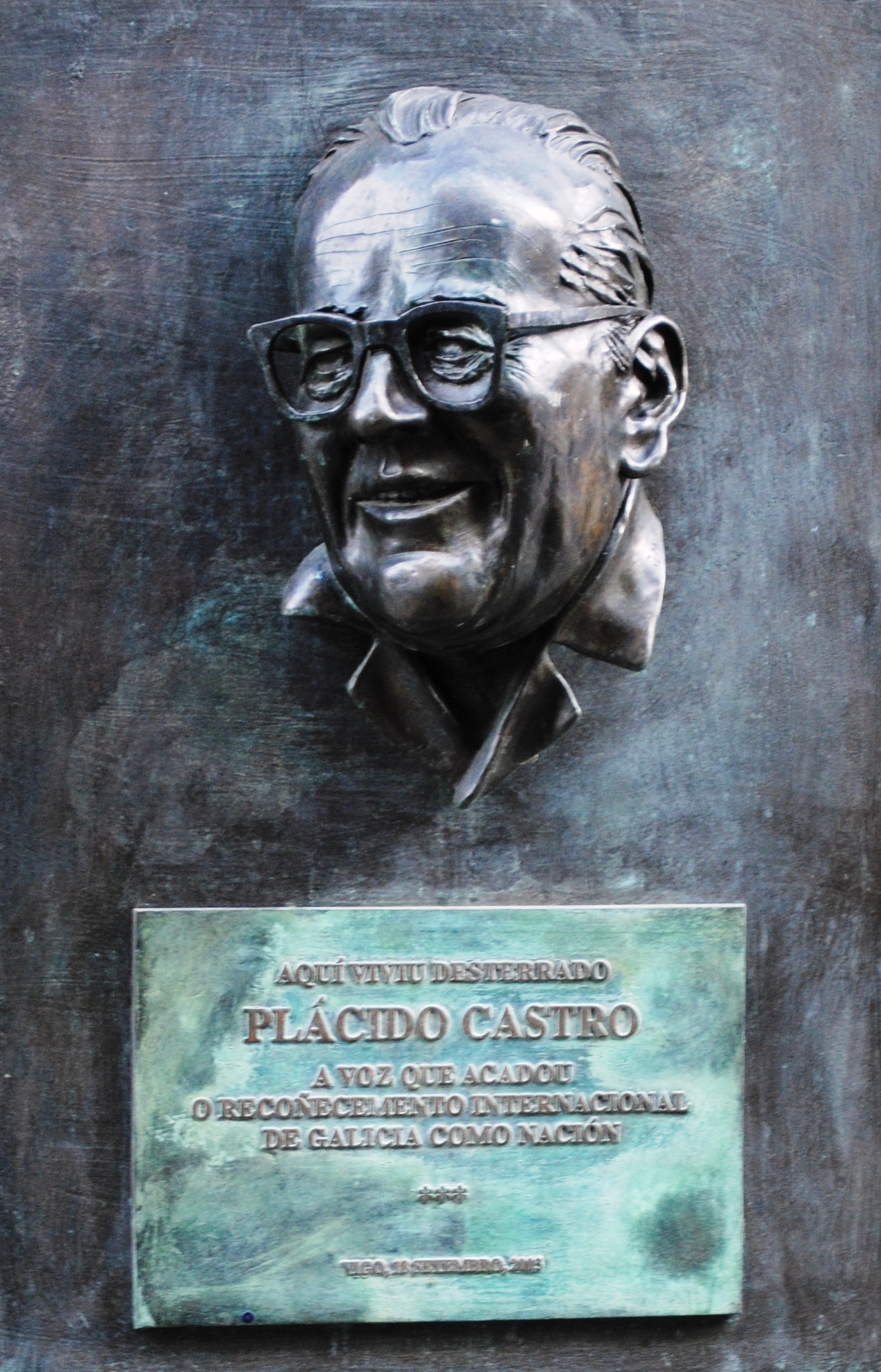
Placa en el Edificio Banca Viñas-Aranda, en la calle Reconquista de Vigo.

## Obra

### Ensayo
- La Saudade y el Arte en los pueblos célticos (1927), con prólogo de Manuel Portela Valladares.

### Traducción
- “Teatro irlandés. Dous folk-dramas de W.B. Yeats”. Editorial Nós, volumen LXIX, 1935. En colaboración con los hermanos Villar Ponte.
- Poesía inglesa e francesa vertida ao galego. Buenos Aires: Editorial Alborada, 1949. Conjuntamente con Lois Tobío Fernández y Florencio Delgado Gurriarán.
- "Do inglés ao galego. Un pequeno feixe de poesía". Galicia emigrante, año II, n.º 8, 1955, pp. 18–19.
- Rubáyiát, de Ómar Khayyám. Espiral Maior, 1965. Colección "A illa verde".
- Verbas Atlánticas. Poesía inglesa, escocesa e irlandesa traducida por Plácido Castro. Fundación Plácido Castro (edición a cargo de Laura Linares), 2017.[9]